# Hundkulltjärnen
Hundkulltjärnen är en sjö i Jokkmokks kommun i Lappland och ingår i Luleälvens huvudavrinningsområde. Hundkulltjärnen ligger i Görjeån Natura 2000-område.